# Canton du Ribéral
Le canton du Ribéral est une circonscription électorale française du département des Pyrénées-Orientales créée par le décret du 26 février 2014 et entrée en vigueur lors des premières élections départementales suivant la publication du décret.

## Histoire
Un nouveau découpage cantonal des Pyrénées-Orientales entre en vigueur à l'occasion des élections départementales de 2015. Il est défini par le décret du 26 février 2014, en application des lois du 17 mai 2013 (loi organique 2013-402 et loi 2013-403). Les conseillers départementaux sont, à compter de ces élections, élus au scrutin majoritaire binominal mixte. Les électeurs de chaque canton élisent au Conseil départemental, nouvelle appellation du Conseil général, deux membres de sexe différent, qui se présentent en binôme de candidats. Les conseillers départementaux sont élus pour 6 ans au scrutin binominal majoritaire à deux tours, l'accès au second tour nécessitant 12,5 % des inscrits au 1er tour. En outre la totalité des conseillers départementaux est renouvelée. Ce nouveau mode de scrutin nécessite un redécoupage des cantons dont le nombre est divisé par deux avec arrondi à l'unité impaire supérieure si ce nombre n'est pas entier impair, assorti de conditions de seuils minimaux. Dans les Pyrénées-Orientales, le nombre de cantons passe ainsi de 31 à 17.
Le nouveau canton du Ribéral est formé de communes des anciens cantons de Saint-Estève (5 communes), de Rivesaltes (1 commune) et de Millas (1 commune). Il est entièrement inclus dans l'arrondissement de Perpignan. Le bureau centralisateur est situé à Saint-Estève.

## Représentation
| Période élective | Période élective | Mandat | Mandat   | Identité       | Nuance | Nuance | Qualité                                                          |
| ---------------- | ---------------- | ------ | -------- | -------------- | ------ | ------ | ---------------------------------------------------------------- |
| 2015             | 2021             | 2015   | 2021     | Nathalie Piqué |        | UDI    | Adjointe au maire de Pézilla-la-Rivière                          |
| 2015             | 2021             | 2015   | 2021     | Robert Vila    |        | LR     | Agriculteur propriétaire-exploitant, maire de Saint-Estève       |
| 2021             | 2028             | 2021   | en cours | Nathalie Piqué |        | UDI    | Conseillère sortante                                             |
| 2021             | 2028             | 2021   | en cours | Robert Vila    |        | LR     | Conseiller sortant Président de Perpignan Méditerranée Métropole |

### Résultats détaillés

#### Élections de mars 2015
À l'issue du 1er tour des élections départementales de 2015, deux binômes sont en ballottage : Nathalie Piqué et Robert Vila (Union de la Droite, 33,41 %) et Anne-Marie Lahaxe et Bruno Le Maire (FN, 32,78 %). Le taux de participation est de 55,07 % (9 986 votants sur 18 133 inscrits) contre 55,72 % au niveau départemental et 50,17 % au niveau national.
Au second tour, Nathalie Piqué et Robert Vila (Union de la Droite) sont élus avec 58,55 % des suffrages exprimés et un taux de participation de 57,58 % (5 398 voix pour 10 438 votants et 18 129 inscrits).

#### Élections de juin 2021
Le premier tour des élections départementales de 2021 est marqué par un très faible taux de participation (33,26 % au niveau national). Dans le canton du Ribéral, ce taux de participation est de 34,38 % (6 412 votants sur 18 651 inscrits) contre 35,53 % au niveau départemental. À l'issue de ce premier tour, deux binômes sont en ballottage : Nathalie Piqué et Robert Vila (Union à droite, 42,27 %) et Catherine Minghetti et Julien Potel (RN, 27,99 %).
Le second tour des élections est marqué une nouvelle fois par une abstention massive équivalente au premier tour. Les taux de participation sont de 34,36 % au niveau national, 38,03 % dans le département et 36,43 % dans le canton du Ribéral. Nathalie Piqué et Robert Vila (Union à droite) sont élus avec 64,03 % des suffrages exprimés (3 935 voix pour 6 793 votants et 18 648 inscrits),,.

## Composition
Le nouveau canton du Ribéral comprend sept communes entières.
| Nom                                  | Code Insee | Intercommunalité                    | Superficie (km2) | Population (dernière pop. légale) | Densité (hab./km2) | Modifier                                    |
| ------------------------------------ | ---------- | ----------------------------------- | ---------------- | --------------------------------- | ------------------ | ------------------------------------------- |
| Saint-Estève (bureau centralisateur) | 66172      | CU Perpignan Méditerranée Métropole | 11,67            | 11 673 (2022)                     | 1 000              | modifier les données · modifier les données |
| Baho                                 | 66012      | CU Perpignan Méditerranée Métropole | 7,90             | 3 266 (2022)                      | 413                | modifier les données · modifier les données |
| Baixas                               | 66014      | CU Perpignan Méditerranée Métropole | 18,91            | 2 784 (2022)                      | 147                | modifier les données · modifier les données |
| Calce                                | 66030      | CU Perpignan Méditerranée Métropole | 23,77            | 224 (2022)                        | 9,4                | modifier les données · modifier les données |
| Peyrestortes                         | 66138      | CU Perpignan Méditerranée Métropole | 7,96             | 1 808 (2022)                      | 227                | modifier les données · modifier les données |
| Pézilla-la-Rivière                   | 66140      | CU Perpignan Méditerranée Métropole | 15,62            | 4 048 (2022)                      | 259                | modifier les données · modifier les données |
| Villeneuve-la-Rivière                | 66228      | CU Perpignan Méditerranée Métropole | 4,38             | 1 360 (2022)                      | 311                | modifier les données · modifier les données |
| Canton du Ribéral                    | 6614       |                                     | 90,21            | 25 163 (2022)                     | 279                | modifier les données                        |

## Démographie
En 2022, le canton comptait 25 163 habitants, en évolution de +4,61 % par rapport à 2016 (Pyrénées-Orientales : +3,92 %, France hors Mayotte : +2,11 %).
| 2013   | 2018   | 2022   |
| ------ | ------ | ------ |
| 23 892 | 24 378 | 25 163 |